# Ашрафов, Ариф Ашраф оглы
Ариф Ашраф оглы Ашрафов (азерб. Arif Əşrəf oğlu Əşrəfov; 15 апреля 1958 год, Хачмаз, Азербайджанская ССР) — азербайджанский государственный деятель. Депутат Милли Меджлиса Азербайджана IV созыва.

## Биография
Ариф Ашрафов родился 15 апреля 1958 года в г. Хачмаз.
Окончил Азербайджанский народнохозяйственный институт, факультете финансов и кредита.
С 1979 по 1990 годы работал инспектором, старшим экономистом, заведующим отделом в Хачмазском районном финансовом отделе.
С 1990 года стал работать начальником налоговой инспекции Хачмазского района. На этой должности проработал до 2001 года. С 2001 года являлся начальником территориального налогового управления № 1 г. Сумгаит Министерства налогов Азербайджана.
Входил в состав рабочей группы по разработке Налогового кодекса Азербайджана.
С 2003 по 2005 годы работал советником Министерства экономического развития Азербайджана, заместителем директора департамента антимонопольной политики. Принимал участие в разработке проекта антимонопольного кодекса Азербайджана.
С 2006 по 2010 годы работал в Государственном комитете по стандартизации, метрологии и патентам в должности руководителя аппарата.
На выборах в Национальное собрание Азербайджана IV созыва, которые прошли 7 ноября 2010 года, баллотировался по Хачмазскому избирательному округу № 55. По итогам выборов одержал победу и получил мандат депутата Милли Меджлиса Азербайджана. С ноября 2010 года приступил к депутатским обязанностям.
Являлся членом комитета парламента по аграрной политике, членом делегации Азербайджана в парламентской ассамблее ГУАМ.
Сложил полномочия по истечении срока работы Национального Собрания Азербайджана IV созыва.
Член партии «Новый Азербайджан».

## Награды
Награждался почетными грамотами и наградами Министерства финансов Азербайджана и местных органов власти.